# 278735 Kamioka
278735 Kamioka è un asteroide della fascia principale. Scoperto nel 2008, presenta un'orbita caratterizzata da un semiasse maggiore pari a 2,7563308 UA e da un'eccentricità di 0,0856346, inclinata di 4,37439° rispetto all'eclittica.